# Theta Coronae Australis
Désignations
Theta Coronae Australis (θ Coronae Australis / θ CrA) est une étoile géante de la constellation de la Couronne australe. Elle est visible à l'œil nu avec une magnitude apparente de 4,61. D'après la mesure de sa parallaxe annuelle par le satellite Gaia, l'étoile est distante d'environ ∼ 530 a.l. (∼ 162 pc) de la Terre. À cette distance, sa luminosité est diminuée de trois dixièmes de magnitude en raison de l'extinction créée par la poussière interstellaire présente sur le trajet de sa lumière. Sa magnitude absolue est de −1,54.
Theta Coronae Australis est une étoile géante jaune de type spectral G8 III. Elle est estimée être 4,45 fois plus massive que le Soleil mais son rayon s'est étendu jusqu'à devenir environ 29 fois plus grand que le rayon solaire. Elle est 411 fois plus lumineuse que le Soleil et sa température de surface est de 4 907 K. L'étoile possède une métallicité similaire à celle du Soleil.
Contrairement à la plupart des étoiles géantes, elle tourne inhabituellement rapidement sur elle-même, à une vitesse de rotation projetée de 12 km/s. L'étoile semble également présenter un excès d'infrarouge, ce qui suggère la présente d'un disque de débris en orbite. Une explication possible à ces deux phénomènes est qu'elle pourrait avoir englouti une planète géante par le passé, comme par exemple un Jupiter chaud.